# Ghaffār Kandī
Ghaffār Kandī (persiska: غفار كندی) är en ort i Iran.   Den ligger i provinsen Ardabil, i den nordvästra delen av landet, 500 km nordväst om huvudstaden Teheran. Ghaffār Kandī ligger 1 280 meter över havet och antalet invånare är 104.
Terrängen runt Ghaffār Kandī är lite bergig. Runt Ghaffār Kandī är det ganska tätbefolkat, med 58 invånare per kvadratkilometer. Närmaste större samhälle är Germī, 12,5 km nordost om Ghaffār Kandī. Trakten runt Ghaffār Kandī består till största delen av jordbruksmark.